# Gergely Mihály (író)
Gergely Mihály (eredeti neve 1945-ig: Gergely Sándor, majd 1945–1950 között ifj. Gergely Sándor) (Varbó, 1921. november 9. – 2007. július 28.) József Attila-díjas magyar író, újságíró, eszperantista.

## Élete
Gergely Mihály 1921. november 9-én született Varbón Gergely Mihály és Koba Zsófia gyermekeként.
Tanulmányait a Marxizmus-Leninizmus Esti Egyetem filozófia szakán végezte 1963-1966 között.
1936-1950 között Diósgyőrött vasesztergályosként, acélnemesítőként kezdte pályafutását. 1942-1944 között katona volt. 1945-ben az Új Utakon, 1945-1948 között pedig a Diósgyőri Munkás című lapok alapító szerkesztője, 1948-ban műszaki vezetője. 1949-1950 között a gyár sajtófőnökeként dolgozott. 1950-1952 között a Rádió irodalmi osztályának lektora. 1952-1953 között az Írószövetség fiatal írók titkára volt. 1956. januárja és novembere között az Írószövetség titkára. 1957-től szabadfoglalkozású író. 1968-1972 között a Magyar Nemzet külső munkatársa volt. 1969-1977 között a Hungara Vivo című eszperantó lap, 1973-1977 között pedig a Világ és Nyelv szerkesztője. 1988-1998 között a Józan Élet Szövetség elnöke, valamint a Művészetbarátok Egyesületének elnöke. 1991-1998 között a Művészet és Barátai szerkesztője. 1995-től a Móricz Zsigmond Kör elnöke. 1996-ban számos műtárgyat adományozott az új Faluházban lévő Varbói Galériának. Hosszú évtizedekig Budapesten élt, 2007. július 28-án hunyt el. Szülőfalujában, a varbói temetőben helyezték örök nyugalomra. A sírjánál Kalász Márton mondott búcsúbeszédet.

## Magánélete
1951-ben feleségül vette Nagy Gabriellát. Két gyermekük született; Péter (1952) és Zsófia (1955).

## Művei
- Gyárkémények árnyékában (vers, 1946)
- Harc az üveggyárban (regény, 1950)
- Éhségtábor (regény, 1952)
- Szülőföld (elbeszélés, 1952)
- Örvény (kisregény, 1955)
- Julika (regény, 1956)
- Józsáék (regény, 1958)
- Kálvária és karrier (novellák, 1960)
- Omlás (kisregény, 1962)
- Ez a mi korunk (szociográfia, 1963)
- Bálvány (filmforgatókönyv, 1963)
- Fekete páva (regény, 1964)
- Atlasz, mire rendeltettél? (novellák, 1966)
- Vihar és szivárvány (regény, 1967)
- A háborúnak nincs vége (regény, 1969)
- Röpirat az öngyilkosságról (1969, 1972)
- Rácsok (novellák, 1972)
- Életünk, halálunk (regény, 1972)
- Halló, Központi Ügyelet! (novellák, 1977)
- Költő és király (regény, 1979)
- Amikor nincs háború (novellák, 1979)
- Röpirat az öngyilkosságról; 2. átdolgozott, bővített kiadás; Medicina, Budapest, 1981
- Szakmám a lelkiismeret (röpiratok, tanulmányok, cikkek, 1981)
- Pokolhegyiek (novellák, 1982)
- A Kozmosz 15. törvénye (tudományos-fantasztikus regény, 1984)
- Karambol cserbenhagyással (regény, 1985)
- Egy tárlatlátogató tűnődései (naplójegyzetek, 1991)
- Mi, gyalogrendűek. Korkép hetven jegyzetben; Hét Krajcár, Budapest, 1995 (A magyar valóság könyvei)
- Bruegel varázslatai (tanulmány, 1998)
- Anyanyelv, világnyelv – Bábel? (1999)
- Ébredj, emberiség! Röpirat hetven kiáltásban; Hét Krajcár, Budapest, 2001
- Vége a művészetnek? avagy Miért csiszolták a kőbaltákat?; Hét Krajcár, Budapest, 2001
- Búza Barna keresztútjai; Művészetbarátok Egyesülete, Budapest, 2001
- Az artista balladája. A szerző válogatása műveiből: elbeszélés, regény, novellák, napló; Hét Krajcár, Budapest, 2004
- Hatalomvágy, halálveszély. Naplómból, 1942–2007; Hét Krajcár, Budapest, 2007

## Díjai
- Munka Érdemrend (1964)
- Miskolc város irodalmi díja (1972)
- Borsod megye irodalmi díja (1981)
- Munka Érdemrend ezüst fokozata (1981)
- Szociális Kultúráért emlékérem (1987)
- Krúdy Emlékérem (1993)
- Köztársasági Elnöki Arany Emlékérem (1996)
- A Magyar Köztársasági Érdemrend lovagkeresztje (2002)
- Egyetemes Kultúra Magyarországi Lovagja (2003)
- Varbó község díszpolgára (2006)